# Василий Немирович-Данченко
Василий Иванович Немирович-Данченко (на руски: Васи́лий Ива́нович Немиро́вич-Да́нченко) е руски писател, публицист и журналист. Участник в Руско-турската война (1877 – 1878). Военен кореспондент.

## Биография
Василий Немирович-Данченко е роден на 5 януари 1848 г. в Тифлис. Семейството е от смесен етнически произход. Бащата е потомствен украински дворянин, а майката е арменка. Неговият брат Владимир Немирович-Данченко е драматург и театровед. Учи в Александровския кадетски корпус. Ориентира се към журналистическа и писателска работа.
Участва в Руско-турската война (1877 – 1878) като военен кореспондент на вестник „Новое время“. Непрекъснато е сред войската. Участва в действията при боевете при Плевен, Шипка, похода на похода на отряда на генерал-лейтенант Йосиф Гурко към София, боевете при Шейново и др. Награден е с войнишки „Георгиевски кръст“ (3/15 декември 1877 г.) за лично участие във военните действия при Плевен.
Написва много очерци и кореспонденции, в които всестранно пресъздава картината на военните, обществено-политическите, психологическите и други аспекти на войната. Върху основата на очерците си създава бележития труд с мемоарно-документален характер „Год войны. Дневник русского корреспондента. 1877 – 1878 г.г.“, т. 1-3, Санкт-Петербург, 1878 – 1879. Автор на много литературни произведения на тема от войната. Военните романи: „Гроза“ (1880), „Плевна и Шипка“ (1881), „Вперёд“ (1883). Застъпник на българската национална кауза.
След края на войната остава в Княжество България и в нова книга описва възобновяването на Българската държава в първите години след Освобождението.
Привърженик е на либералнодемократичното направление в руския обществено-политически живот. Автор е на десетки романи, повести, етнографски очерци, разкази и пътеписи (около 80 тома). Военен кореспондент на вестник „Руское слово“ в Руско-японската война (1904 – 1905), Балканската война (1912 – 1913) и Първата световна война (1914 – 1918).
След Гражданската война в Русия емигрира в Германия (1921), а по-късно се установява в Прага. Издава мемоарния си труд „На кладбищах“ (1921), романа „Бедная Инес“ и събрани съчинения.